# Scandal Arena Tour 2015–2016: Perfect World
A Scandal Arena Tour 2015–2016: Perfect World (a borító írásmódja szerint SCANDAL ARENA TOUR 2015-2016 『PERFECT WORLD』) a Scandal japán pop-rock együttes hatodik koncertlemeze, mely 2016. április 13-án jelent meg az Epic Records Japan gondozásában. A felvételek 2016. január 13-án a hasonló nevű arénaturné utolsó állomásán, a Nippon Budókanban készültek. A kiadvány az ötödik helyet érte el a japán Oricon heti összesített DVD és a hetediket a heti Blu-ray eladási listáján.

## Számlista
1. Image
2. Sunkan Sentimental (瞬間センチメンタル?, ’Érzelmes pillanat’)
3. Doll
4. Everybody Say Yeah!
5. Standard
6. Onegai Navigation (サティスファクション?, ’Útbaigazítást, kérlek!’)
7. Hon vo jomu (本を読む?, ’Olvasni egy könyvet’)
8. Life Is a Journey
9. Sódzso S (少女S?, ’Lányok’)
10. Avanai cumori no, genki de ne (会わないつもりの、元気でね?, ’Nem akarok többet találkozni veled, vigyázz magadra’)
11. Ojaszumi (おやすみ?, ’Jó éjszakát!’)
12. Kill the Virgin
13. Winter Story
14. Morning Sun
15. Departure
16. Joake no rjúszeigun (夜明けの流星群?, ’Hajnali meteorzápor’)
17. Your Song
18. Scandal Baby
19. Sisters
20. Csiiszana honó (ちいさなほのお?, ’Kis láng’)
21. Love in Action
22. Stamp!
23. Suki-Suki
24. Taijó Scandalous (太陽スキャンダラス?, ’Botrányos Nap’)